# Coming in
Le coming-in, aussi appelé coming in ou autonomination, est une notion qui peut prendre plusieurs sens. D'un point de vue psychologique, il désigne la prise de conscience de sa propre homosexualité ou transidentité. Sur le plan sociologique, il fait référence au processus par lequel les personnes LGBT+ s'insèrent progressivement dans des cadres culturels et sont amenées progressivement à assumer une identité gaie, lesbienne, bisexuelle, trans…

## Histoire des termes

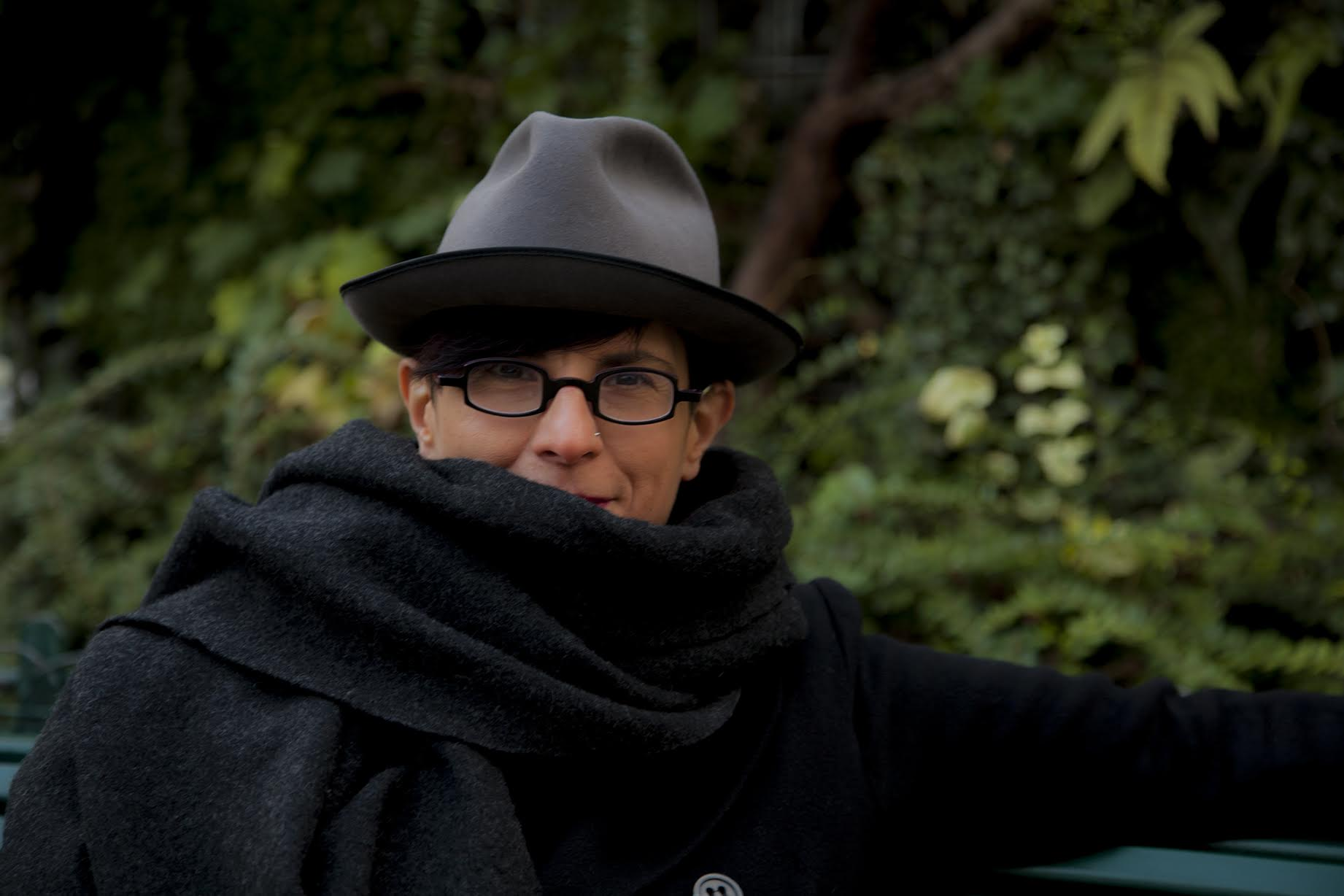
Natacha Chetcuti-Osorovitz en 2014.

En 2014, la sociologue et anthropologue Natacha Chetcuti-Osorovitz propose le terme d'« autonomination » pour parler des manières de se dire et de se révéler socialement lesbienne. L'expression coming-in apparaît pour la première fois en 2015, en France, sous la plume du jeune chercheur en sexologie Patrick Papazian. Il définit le coming in comme suit : « une prise de conscience et de digestion des affects associés à la pensée suivante : je suis différent parce que je suis homosexuel ».
En 2017, Élodie Font réalise un documentaire pour Arte portant sur l'acceptation de sa propre homosexualité et intitulé coming in, qui désigne la même chose mais sans faire référence à l'étude,. Un roman graphique adapté de ce documentaire sort en 2021, popularisant le terme.
En 2019, Julien J. Bourgier produit quant à lui un mémoire en sociologie où il conteste la restriction du terme à l’échelle de la psyché de l’individu. Il propose alors d’en étendre la définition pour en faire un outil opérant pour analyser les parcours individuels et collectifs en concevant le coming-in comme un processus social au long cours qui consiste dans une « entrée en homosexualité » impliquant des changements d’activités, des acculturations spécifiques et le développement d’une appartenance homosexuelle. L'affirmation de l'homosexualité, dans cette perspective, ne dépend pas simplement de désirs, mais du partage avec d'autres individus de pratiques, représentations, croyances et valeurs, ainsi qu’une histoire personnelle.
Concernant la transidentité, l'expression « craquer son œuf » (en anglais : to crack one's egg) est aussi employée, la coquille d'œuf représentant l'identité de genre imposée dont la personne trans (le poussin) doit se libérer. Un œuf désigne alors une personne qui n'a pas encore conscience de sa propre identité, par exemple une femme trans vivant encore sous une identité d'homme.

## Modalités
Le chercheur en sexologie Patrick Papaszian remarque que le processus de coming in est souvent source d'angoisse et de sentiments dépressifs et, chez une partie des gays et lesbiennes, des idées suicidaires. Si la majorité des personnes homosexuelles arrive à digérer intérieurement ces affects, il note aussi deux autres stratégies possibles : la première, l'utilisation du coming-out, où le travail intérieur est délégué à la réaction de l'entourage ; la seconde consiste justement en une non-résolution, l'anxiété envers son homosexualité n'étant alors que partiellement résolue par des relations sexuelles, souvent à risque ou réalisées sous l'emprise de la drogue.
Avoir un entourage lui-même LGBT peut aider dans le processus de coming in, soit que leur existence soit rassurante en elle-même ou que cet entourage puisse servir d'interlocuteur privilégié par rapport aux questionnements liés au coming in. Depuis l'émergence de communautés LGBT en ligne, cet entourage n'a pas besoin d'être géographiquement proche.
En 1979, la chercheuse en psychologie Vivienne C. Cass propose un modèle en six étapes de l'acceptation de son identité homosexuelle : la confusion, la comparaison, la tolérance, l'acceptation, la fierté et la synthèse.

### Confusion: j'ai des comportements perçus comme homosexuels
L'étape de confusion identitaire du coming in correspond au moment où une personne, qui se pense hétérosexuelle et perçue comme telle, est confrontée pour la première fois à l'idée, qu'elle vienne de soi ou des autres, que ses pensées, ses émotions ou ses actions peuvent être considérées comme homosexuelles. Celle-ci ne correspond pas à la première fois que la personne entend parler de l'homosexualité, mais bien quand celle-ci commence à être touchée personnellement.
Cette étape est constituée, pour les personnes qui acceptent l'idée qu'elles puissent être homosexuelles, de recherche personnelle, par discussion, recherche de témoignages, lectures sur l'homosexualité. 
Celles qui ne l'acceptent pas adoptent deux stratégies. Soit elles considèrent qu'elles ont effectivement des pensées ou actions homosexuelles, mais qu'il s'agit d'une erreur de comportement, et donc mettent en place des stratégies d'évitement, pratiquent l'abstinence ou une hétérosexualité de façade, et rentrent dans le déni. Celles qui adoptent au départ cette stratégie, mais ne peuvent maintenir l'illusion de leur propre hétérosexualité, développent une forte homophobie intériorisée. Une autre stratégie est le refus de considérer que les actions ou pensées sont effectivement homosexuelles : ainsi, des femmes ne vont pas considérer que leurs "fort attachement émotionnel" envers une autre femme est de l'amour, et donc ne pas réaliser qu'elles sont lesbiennes, et des hommes qui ont des relations sexuelles avec d'autres hommes vont considérer qu'ils ne sont pas gays car ils n'embrassent pas.
Dans les sociétés et époques où l'homophobie et la lesbophobie sont moins présentes, et d'autant plus depuis l'émergence de communautés LGBT en ligne, l'étape première de réalisation de son homosexualité peut avoir lieu avant la première relation sexuelle avec une personne de son sexe.
Natacha Chetcuti-Osorovitz relève que pour les lesbiennes, cette étape s'accompagne d'un changement de signification du mot « lesbienne » : d'une signification « imprécise, invisibilité voir stigmatisante », le terme se colore finalement d'associations concrètes et positives, riche d'une communauté et d'une culture partagée.  

### Comparaison: je suis différent des autres
Après une acceptation de sa propre identité, l'étape de comparaison consiste en l'acceptation des conséquences sociales de sa propre homosexualité : il s'agit d'une étape d'aliénation plus ou moins intense en fonction de l'acceptation générale de l'homosexualité au sein de son groupe social, ainsi que du deuil des repères de vie passés, présents et futurs qui étaient associés à l'idée de son hétérosexualité. Il s'agit d'une période correspondant à un sentiment d'aliénation.
Cette acceptation de sa différence peut se faire plus ou moins facilement. Elle est généralement facile pour trois groupes de personnes ; celles qui avaient déjà eu des pensées, sentiments ou actions homosexuels, sans les avoir alors labellisés comme tels, celles qui avaient déjà dévié des normes de genre et de l'hétéronormativité, par exemple en ne souhaitant pas avoir d'enfants ; et, enfin, celles pour qui la différence est en soi une chose positive. Dans son enquête, Papazian décrit un schéma récurrent de la prise de conscience de l'homosexualité : des évènements dans l'enfance, qui auraient pu servir d'élément déclencheur mais sont ignorés, puis la prise de conscience réelle, intervenant souvent à la puberté : le chercheur compare ce processus à un film à suspens, où des indices ponctuent le récit avant de prendre tout leur sens au moment de la réalisation. Cette période correspond aussi à un moment où l'opinion des autres perd de l'importance, même si les personnes continuent à se présenter comme hétérosexuelles.
Pour celles qui ne l'acceptent pas, cela peut être l'occasion de stratégies d'évitement, telles que l'identification erronée à la bisexualité accompagnée de l'idée que « tout le monde est un peu bi », ou, plus généralement, de l'idée que la personne pourrait, si elle le voulait, être en réalité hétérosexuelle; de limiter sa propre homosexualité à des circonstances très précises, telles qu'une relation (« je ne suis pas homosexuel, j'aime juste cette personne »)  ou le temps présent, avec l'idée de redevenir hétérosexuel ensuite ; enfin, Vivienne C. Cass avance aussi que l'attachement aux théories expliquant l'homosexualité comme étant entièrement subie par les individus, telles que l'idée qu'elle soit complètement innée, relève aussi des stratégies de non-acceptation.
Pour la sociologue Nicole Lacelle, cette étape de comparaison est au contraire la première à se mettre en place : chez les lesbiennes il y a d'abord conscience d'une injustice, d'une absurdité dans les systèmes de genre, avant la prise de conscience que ce décalage vient en partie de la position de lesbienne.

### Tolérance: je suis probablement homosexuel

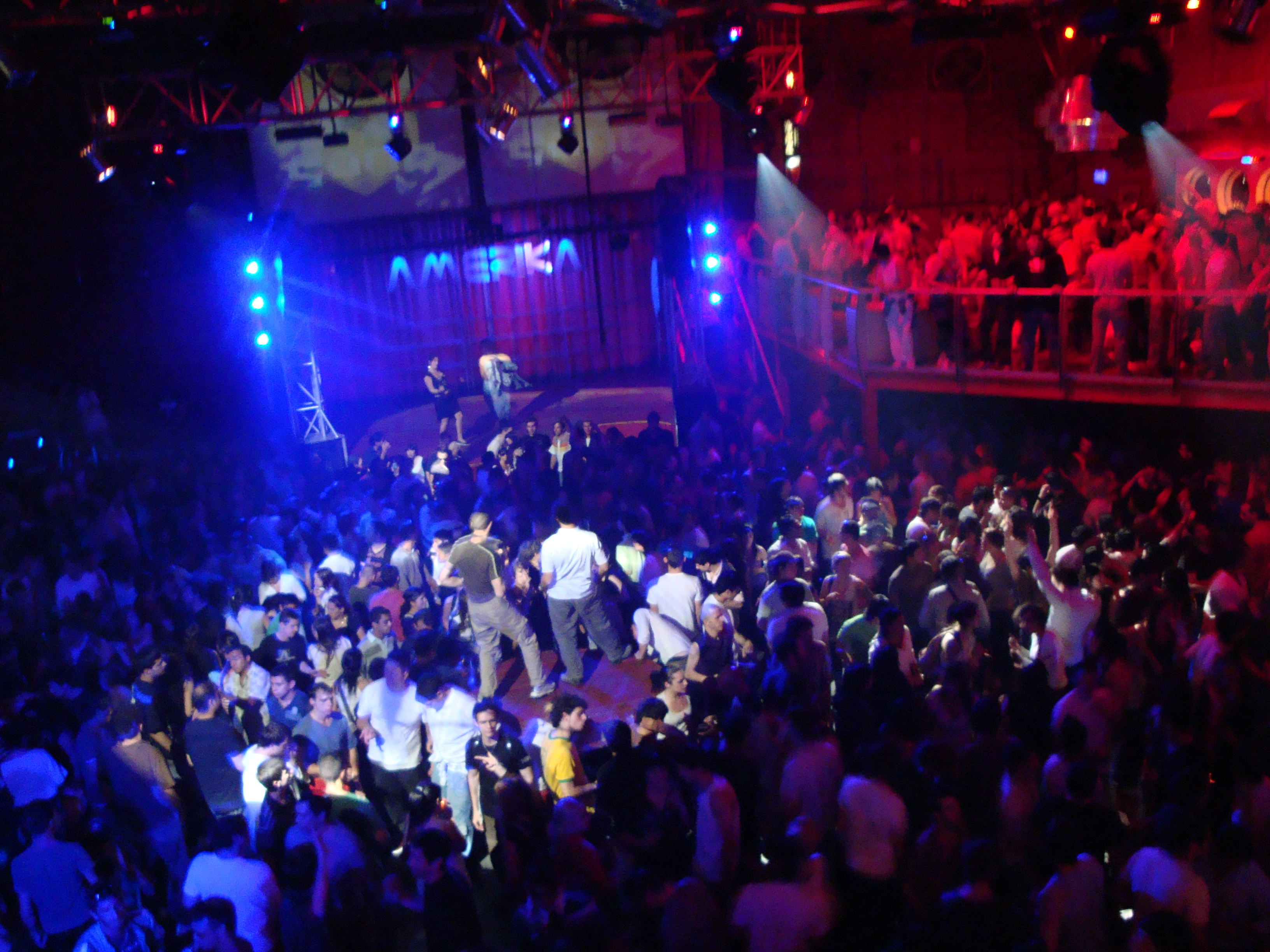
La discothèque Amerika de Buenos Aires. La phase de tolérance de son identité homosexuelle est caractérisée par le début de fréquentation des lieux de socialité LGBT.

La phase de tolérance correspond au début de l'acceptation d'une identité homosexuelle ; elle correspond à la phase d'homosocialisation, c'est-à-dire d'entrée dans des lieux de sociabilité LGBT (bars, sites de rencontre, association, centre LGBT...) : elle permet notamment de valider son identité gay ou lesbienne par d'autres personnes LGBT. Il s'agit d'une étape de détachement des anciens cercles sociaux, ainsi que de reprise de responsabilité : l'homosexualité n'est alors plus vue comme subie mais réellement vécue. Toutefois, des expériences négatives au sein de la culture gaie et lesbienne peuvent faire régresser les personnes vers une étape antérieur de leur coming in, en particulier si elles avaient déjà une forte homophobie intériorisée.
Cette étape correspond aussi à la réalisation que l'identité homosexuelle de la personne peut être connue en-dehors du cercle sécurisant de la communauté LGBT, notamment par les parties les plus homophobes de la société, telle que la police lorsque l'homosexualité est criminalisée.
Les lesbiennes peuvent à cette étape se définir temporairement comme bisexuelle, percevant cette identité comme plus consensuelle.

### Acceptation de l'identité
Cette phase correspond à l'acceptation, plutôt que la tolérance, de son identité homosexuelle : des liens amicaux avec d'autres personnes LGBT se créent, et les questions identitaires telles que « qui je suis » et « où suis-je à ma place » sont répondues. C'est à ce moment que des techniques tels que le passing ou le placard partiel peuvent être mises en place afin de compartimentaliser la vie homosexuelle du reste, en particulier dans les environnements homophobes et si la norme dans les groupes homosexuels fréquentés est à la dissimulation de son orientation sexuelle. À ce stade, une tension psychologique existe entre l'acceptation de sa propre homosexualité et la pensée que le monde extérieur ne l'approuve pas ; cette tension est efficacement résolue dans l'étape suivante.

### Fierté identitaire
Vivienne C. Cass caractérise la phase de fierté identitaire comme celle où la personne homosexuelle considère la culture et le milieu LGBT comme meilleurs que le monde hétérosexuel ; cette étape est accompagnée d'un surinvestissement de la culture et du militantisme LGBT, ainsi que du coming-out. Cette phase est caractérisée par un rejet des valeurs hétérosexistes, tels que la division en deux rôles de genre strictement séparés ou, dans les pays et périodes où celui-ci n'est pas ouvert aux couples homosexuels, le mariage.

### Synthèse identitaire
Si, en phase de fierté identitaire, la personne homosexuelle reçoit de l'acceptation de la part de son entourage hétérosexuel, elle peut évoluer vers une vision plus nuancée, dans laquelle l'opposition principale n'est pas entre homosexuels et hétérosexuels mais entre les homophobes et les autres. Il s'agit aussi de considérer que l'homosexualité n'est plus l'élément constitutif de son identité, mais un aspect parmi d'autres.

### Doublecoming intrans et lesbien
Le processus d'autonomination peut être plus complexe pour les lesbiennes trans : en effet, beaucoup d'entre elles n'arrivent pas à se projeter dans une relation avec une femme avant leur transition, se croyant alors à tort des hommes homosexuels avant de réaliser que ce qu'elles refusaient n'était pas d'être avec une femme, mais d'être un homme dans une relation hétérosexuelle.

## Enjeux d'autonomination

### Des termes connotés politiquement
Le choix des termes identitaires ne relève pas uniquement d'enjeux d'autonomination précise de son orientation sexuelle, mais servent aussi de signaux politiques ou sociaux dont la signification varie suivant l'époque et le groupe social.
Ainsi, dans les années 2010 en France, le terme « gouine » est parfois préféré à celui de « lesbienne » : dans une perspective post-structuraliste inspirée de Judith Butler, le retournement de l'insulte est une manière de remettre en cause la norme hétérosexuelle.
D'une autre manière, certaines personnes peuvent préférer le terme de « pansexualité » à celui de « bisexualité » car elles considèrent que le mot « pansexualité » permet de remettre en cause la binarité de genre.